# Сад скульптур (Хайфа)
Хайфский сад скульптур — сад скульптур, расположенный в в Хайфе, в районе Адара, на проспекте Сионизма (ивр. שדרות הציונות‎, Сдерот ха-Цианут), неподалёку от Бахайского храма. Насчитывает 29 скульптур, созданных скульпторшей Урсулой Мальбин. Первый в мире парк скульптур одной женщины-скульптора.
Скульптуры представляют собой играющих и музицирующих детей, матерей с младенцами, домашних животных и другие картины повседневной жизни в стиле реализма.

## Информация о саде
В 1967 году еврейско-швейцарская художница Урсула Мальбин иммигрировала в Израиль из Женевы и поселилась в деревне художников Эйн-Ход.
В Израиле она создавала эскизы скульптур, а сами отливки проводились в Швейцарии.
Первоначально скульптуры были выставлены в домашнем саду в Эйн-Ходе. Урсула решила подарить 18 скульптур городу Хайфе в саду, который будет построен специально для них.
Создание сада было совместной инициативой скульпторши и муниципалитета Хайфы, для сада было выбрано место с видом на Хайфский залив и Галилею.
Сад был заложен в 1976 году. Церемония открытия сада состоялась 15 апреля 1979 года в присутствии тогдашнего мэра Арье Гурэля. Сад получил название «Мицпор шалом» («Площадка мира»).
Расположение сада, откуда открывается захватывающий вид, а также его особая структура, побуждающая совершить экскурсию по тропинкам, открывающим все больше и больше скрытых среди деревьев скульптур, делают сад притягательным местом отдыха. Одновременно обширные лужайки сада регулярно подвергаются раскопкам диких кабанов.
Первоначально в саду было установлено 18 бронзовых статуй, но с годами их количество увеличилось до 29 , все они были изготовлены Урсулой Мальбин. Она создала их в возрасте 82 лет.
Сначала сад охранялся круглосуточно.
В 2005 году из сада украли скульптуру «Мальчик, играющий в мяч», причём преступников прельстили 200 кг бронзы, а не её художественная или коммерческая ценность, составлявшая на тот момент несколько десятков тысяч шекелей.
Урсула Мальбин подарила саду другую статую вместо украденной. Сегодня ворота сада на ночь запираются.